# 康生町站
康生町站（日语：／ Kōseichō eki */?）是一座位於愛知縣岡崎市，名古屋鐵道（名鐵）岡崎市內線的車站（廢站）。
由於此站最接近伊賀八幡宮，因此有許多參拜客使用此站。
地名的由來是取自德川家康出生的地方而得名。此站位處岡崎市的繁華市區內，因此較多乘客使用此站。當時若說「前往岡崎」，即是指前往康生地區。

## 歷史
在1923年（大正12年）岡崎殿橋站至岡崎井田站之間開通，此站於岡崎市康生町（現時：康生町巴士站附近，現時地址為岡崎市本町通1丁目）啟用。在1954年（昭和29年），岡崎殿橋站至康生町站之間雙線化。在1962年（昭和37年），隨著岡崎市內線和福岡線大樹寺站至福岡町站之間廢除，此站也被廢除。

### 年表
- 1923年（大正12年）9月8日：岡崎殿橋站至岡崎井田站之間開通[2][3][4][5][6]，此站於岡崎市康生町（現時：康生町巴士站附近，地址：岡崎市本町通1丁目[7]）啟用[注 1]。
- 1927年（昭和2年）7月19日 - 岡崎電氣軌道與三河鐵道合併，成為三河鐵道的車站[21][22][23]。
- 1941年（昭和16年）6月1日 - 三河鐵道與名古屋鐵道合併，成為名古屋鐵道的車站[21]。
- 1954年（昭和29年）4月17日：岡崎殿橋站至康生町站之間雙線化[20]。
- 1962年（昭和37年）6月17日：岡崎市內線與福岡線福岡町至大樹寺之間廢除，此站被廢除[5][21]。

## 車站構造
- 車站橫跨國道1號路口，在緩坡的盡頭設站（現時：康生町巴士站附近，地址：岡崎市本町通1丁目[7]）。此站沒有站舍和月台，乘客在路上直接上下車[24][注 2]。
- 岡崎市內線的雙線區間為岡崎站前站至康生町站之間[20]。
- 此站雖然沒有站舍，但是可於此站購買定期票[1]

## 相鄰車站
名古屋鐵道
岡崎市內線
本町－康生町－岡崎殿橋

## 注腳